# Kế hoạch đánh số điện thoại
Kế hoạch đánh số điện thoại là một loại sơ đồ đánh số được sử dụng trong viễn thông để gán số điện thoại cho điện thoại thuê bao hoặc các điểm cuối điện thoại khác. Số điện thoại là địa chỉ của những người tham gia trong mạng điện thoại, có thể truy cập bằng hệ thống định tuyến mã đích. Các gói số điện thoại được xác định trong từng khu vực hành chính của mạng điện thoại chuyển mạch công cộng (PSTN) và chúng cũng có mặt trong các mạng điện thoại riêng. Đối với hệ thống số công khai, vị trí địa lý đóng một vai trò trong chuỗi số được gán cho mỗi thuê bao điện thoại.
Nhiều kế hoạch đánh số chia lãnh thổ dịch vụ của họ thành các vùng địa lý được chỉ định bởi tiền tố, thường được gọi là mã vùng hoặc mã thành phố, là một tập hợp các chữ số tạo thành phần quan trọng nhất của chuỗi quay số để tiếp cận thuê bao điện thoại.
Các kế hoạch đánh số có thể tuân theo một loạt các chiến lược thiết kế thường phát sinh từ sự phát triển lịch sử của các mạng điện thoại riêng lẻ và các yêu cầu địa phương. Một phân chia rộng thường được nhận ra giữa các kế hoạch đánh số đóng, chẳng hạn như ở Bắc Mỹ, mã vùng  và số địa phương có độ dài cố định, trong khi các kế hoạch đánh số mở có sự khác nhau về độ dài của mã vùng, số địa phương, hoặc cả hai số của một điện thoại được gán cho một đường dây thuê bao.
Liên minh Viễn thông Quốc tế (ITU) đã thiết lập một kế hoạch đánh số toàn diện, được chỉ định E.164, cho khả năng tương tác thống nhất của các mạng của quốc gia thành viên hoặc chính quyền khu vực. Đó là một kế hoạch đánh số mở, tuy nhiên, áp đặt độ dài tối đa 15 chữ số cho các số điện thoại. Tiêu chuẩn xác định mã quốc gia cho từng tiểu bang hoặc khu vực được đặt trước mỗi số điện thoại của gói số quốc gia để định tuyến nơi đến quốc tế.
Các kế hoạch đánh số riêng tồn tại trong các mạng điện thoại được vận hành riêng tư trong một doanh nghiệp hoặc cơ sở tổ chức. Các hệ thống như vậy có thể được hỗ trợ bởi một tổng đài nhánh riêng (PBX), cung cấp một điểm truy cập trung tâm đến PSTN và cũng kiểm soát các cuộc gọi nội bộ giữa các tiện ích mở rộng điện thoại.
Ngược lại với các kế hoạch đánh số, xác định số điện thoại được chỉ định cho các trạm thuê bao, kế hoạch quay số thiết lập các quy trình quay số của khách hàng, nghĩa là chuỗi các chữ số hoặc ký hiệu được quay số để đến đích. Đây là cách thức mà kế hoạch đánh số được sử dụng. Ngay cả trong các kế hoạch đánh số kín, không nhất thiết phải quay số tất cả các chữ số của một số điện thoại. Ví dụ, mã vùng thường có thể bị bỏ qua khi số đích ở cùng khu vực với số gọi đi.